# Nouméas sexdagars
Nouméas sexdagars var ett sexdagarslopp i bancykling som avhölls vid 18 tillfällen från 1977 till 2003 i Nouméa, huvudstaden i det franska territoriet Nya Kaledonien i Melanesien. Tävlingarna hölls i november (ibland några dagar in i december) på en utomhusvelodrom av betong med en banlängd på 333 meter som byggts till Stillahavsspelen 1966.
2009 och 2010 hölls fyradagarslopp.

## Podieplaceringar

### Sexdagarslopp
| År        | Vinnare                           | Tvåa                          | Trea                                |
| 1977      | Paul Bonno Daniel Morelon         | Keith Oliver John Trevorrow   | Jean-Claude Lecourieux Jean Testard |
| 1978-1979 | ej avhållet                       |                               |                                     |
| 1980      | Maurizio Bidinost Bernard Vallet  | Kelvin Poole Gary Sutton      | Daniel Gisiger Patrick Moerlen      |
| 1981      | Maurizio Bidinost Francesco Moser | Serge Beucherie Alain Bondue  | Jean-Claude Lecourieux Roy Schuiten |
| 1982      | Diederik Foubert Daniel Gisiger   | Michael Grenda George West    | Pascal Carrara Jens Schrøder        |
| 1983-1988 | ej avhållet                       |                               |                                     |
| 1989      | Jamie Kelly Mark Victor           | Gary Anderson Stuart McLeay   | Gerd Dörich Udo Liehner             |
| 1990      | Andreas Beikirch Frank Kühn       | Hervé Dagorne Éric Magnin     | Frédéric Aubert Christophe Bonte    |
| 1991      | ej avhållet                       |                               |                                     |
| 1992      | Michel Dubreuil Scott McGrory     | Daniel Pandelé Dominique Père | Graeme Miller Jeff Rutter           |
| 1993      | Tony Davis Stephen Pate           | Robert Bartko Stefan Steinweg | Michel Dubreuil Christian Pierron   |

| År   | Vinnare                               | Tvåa                               | Trea                               |
| 1994 | Jean-Claude Colotti Jean-Michel Monin | Michel Dubreuil Christian Pierron  | Scott McGrory Marc Rousseau        |
| 1995 | Serge Barbara Glen Thomson            | Graeme Miller Jean-Michel Tessier  | Christophe Capelle Pascal Chanteur |
| 1996 | Michel Dubreuil Carlos Da Cruz        | Christian Pierron Andreas Walzer   | Jean-Michel Tessier Robert Sassone |
| 1997 | Jean-Michel Monin Christian Pierron   | Jean-Michel Tessier Robert Sassone | Andy Flickinger Jérôme Neuville    |
| 1998 | Jean-Michel Tessier Robert Sassone    | Chris Jenner Andreas Walzer        | Thimothy Lyons Michael Rogers      |
| 1999 | Christian Pierron Robert Sassone      | Hilton Clarke Troy Clarke          | Steeve Clavier Nicolas Nagle       |
| 2000 | Danny Clark Graeme Brown              | Greg Henderson Lee Vertongen       | Gareth Atkins Nathan Clark         |
| 2001 | Jean-Michel Tessier Robert Sassone    | Steeve Clavier Nicolas Nagle       | Gareth Atkins Nathan Clark         |
| 2002 | Jean-Michel Tessier Adriano Baffi     | Franck Perque Jérôme Neuville      | Erik Weispfennig Stefan Steinweg   |
| 2003 | Robert Sassone Jean-Michel Tessier    | Erik Weispfennig Stefan Steinweg   | Franck Perque Fabien Merciris      |

### Fyradagarslopp
| År   | Vinnare                       | Tvåa                      | Trea                       |
| 2009 | Silvan Dillier Claudio Imhof  | Myron Simpson Aaron Gate  | Shem Rogers Adrien Suaire  |
| 2010 | Cyrille Thièry Anthony Dubain | Kevin Maïtere Tuanua Zahn | Jerry Bousquet Mike Villaz |